# Серам (острів)
Сера́м (індонез. Pulau Seram) — острів у Південно-Східній Азії, в групі Молуккських островів, провінція Малуку, в Індонезії. Площа 17 100 км². Гористий. Висота до 3027 м (гора Бінайя). Вологі тропічні ліси. На прибережних рівнинах обробляються плантації кокосових пальм, тютюну, прянощів, каучуконосів. Розвинуте рибальство.